# 통계교육원
보일제목
통계인재개발원(統計人才開發院, Statistics Human Resources Development Institute, 약칭: SHI)은 통계청 소속공무원, 통계분야 직무에 종사하는 국가공무원과 지방공무원, 통계작성기관 종사자 및 통계이용자에 대한 교육훈련과 통계에 관한 인식을 높이기 위한 교육훈련을 관장하는 대한민국 통계청의 소속기관이다. 2005년 1월 1일 발족하였으며, 대전광역시 서구 한밭대로 713에 위치하고 있다. 원장은 고위공무원단에 속하는 일반직공무원으로 보한다.

## 연혁
- 1991년 9월 13일: 통계청 소속으로 통계연수원 설치.[2]
- 1999년 1월 1일: 행정자치부 소속 국가전문행정연수원으로 통합. 통계교육은 통계연수부에서 담당.[3]
- 2005년 1월 1일: 국가전문행정연수원을 해체하고 통계교육에 관한 사무를 이관받아 통계청 소속으로 통계교육원을 설치.[4]
- 2006년 9월 25일: 자문위원회 위촉·구성.[5]
- 2007년 7월 2일: e-Learning 센터 설치.
- 2008년 3월 10일: 통계교육원 제주수련원 설치.[6]
- 2009년 8월 20일: 대전시 월평동으로 청사 이전.[7]
- 2018년 9월 7일: 통계교육원 서울교육장 설치.
- 2025년 2월 25일: 통계인재개발원으로 기관 명칭 변경.[8]

## 조직

### 원장
- 교육기획과[9]
- 교육운영과[9]

## 같이 보기
- 국세공무원교육원
- 관세국경관리연수원
- 경찰인재개발원
- 국가민방위재난안전교육원
- 전통문화교육원
- 산림교육원
- 국제지식재산연수원